# قائمة الأسماء المنقوشة على برج إيفل
على برج إيفل، قام غوستاف إيفل بنقش 72 اسم لعلماء ومهندسين ومصنعين، والذين شرفوا فرنسا بين 1789 و1889.

هذه الأسماء كتبت بأحرف من ذهب سمكها 60 سم، في أعلى الطابق الأول. تم طلائهم في بداية القرن العشرين، قبل أن يعاد استعادتهم في 1986 و1987 من قبل شركة استغلال برج إيفل.

لا يُعرف الكثير من الأشياء حول كيفية اختيار الأسماء. لكن من جهة أخرى يعرف أن بعض الأسماء رفضت لكونها طويلة: شارل سانت كلار دوفيل، هنري سانت كلار دوفيل، جان باتيست بوسانغو، هنري ميلن إدوار، جان لوي أرمون دو كاتروفاج دو بريو.

على برج إيفل، تم نقش فقط الألقاب. يوجد في الجداول أسفله عدة معلومات أخرى.

## الواجهات الأربع

### واجهة تروكاديرو

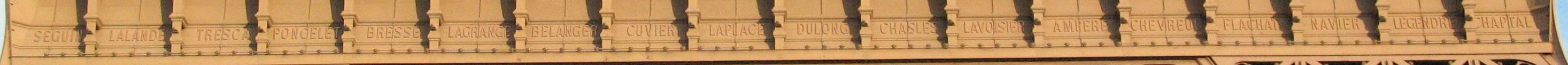
واجهة تروكاديرو.

| واجهة تروكاديرو | واجهة تروكاديرو | واجهة تروكاديرو                    | واجهة تروكاديرو      | واجهة تروكاديرو       | واجهة تروكاديرو      | واجهة تروكاديرو                                                     |
| عدد             | الصورة          | الاسم المختصر المنقوش على برج إيفل | الاسم الكامل         | تاريخ الميلاد والوفاة | المهنة               | سبب المجد والشهرة                                                   |
| --------------- | --------------- | ---------------------------------- | -------------------- | --------------------- | -------------------- | ------------------------------------------------------------------- |
| 1               |                 | SEGUIN                             | مارك سوغان           | 1786 - 1875           | ميكانيكي             | مصنع الجسور المعلقة. مخترع الغلاية الأنبوبية.                       |
| 2               |                 | LALANDE                            | جيروم لالاند         | 1732 - 1807           | عالم فلك             | العديد من الأعمال في علم الفلك وعلم المياه.                         |
| 3               |                 | TRESCA                             | هنري تريسكا          | 1814 - 1885           | مهندس وميكانيكي      | مؤلف معيار تريسكا (ميكانيكا المواد).                                |
| 4               |                 | PONCELET                           | جان فيكتور بونسيليه  | 1788 - 1867           | إختصاصي بعلم الهندسة | مخترع الهندسة الإسقاطية.                                            |
| 5               |                 | BRESSE                             | جاك أنتوان شارل براس | 1822 - 1883           | ميكانيكي             | العمل على إنحناء العوارض.                                           |
| 6               |                 | LAGRANGE                           | جوزيف لوي لاغرانج    | 1736 - 1813           | رياضياتي             | ميكانيكا لاغرانجيان وإعداد النظام المتري.                           |
| 7               |                 | BELANGER                           | جان باتيست بيلانجر   | 1790 - 1874           | رياضياتي             | الهيدروليكا وجريان الموائع.                                         |
| 8               |                 | CUVIER                             | جورج كوفييه          | 1769 - 1832           | عالم طبيعة           | مخترع التشريح المقارن.                                              |
| 9               |                 | LAPLACE                            | بيير لابلاس          | 1749 - 1827           | عالم فلك ورياضياتي   | دراسة الميكانيكا السماوية.                                          |
| 10              |                 | DULONG                             | بيير لوي دولون       | 1785 - 1838           | فيزيائي وكيميائي     | خصائص الغازات.                                                      |
| 11              |                 | CHASLES                            | ميشال شال            | 1793 - 1880           | رياضياتي             | نظرية شال.                                                          |
| 12              |                 | LAVOISIER                          | أنطوان لافوازييه     | 1743 - 1794           | كيميائي              | أب ومؤسس الكيمياء الحديثة (لا شيء يفقد، لا شيء يصنع، كل شيء يتحول). |
| 13              |                 | AMPERE                             | أندريه ماري أمبير    | 1775 - 1836           | رياضياتي وفيزيائي    | نظرية الكهرومغناطيسية.                                              |
| 14              |                 | CHEVREUL                           | ميشيل أوجين شيفيرول  | 1786 - 1889           | كيميائي              | الأحماض الدهنية والتصبن.                                            |
| 15              |                 | FLACHAT                            | إوجين فلاشا          | 1802 - 1873           | مهندس                | مصنع أول خطوط السكك الحديدية والمحطات. هياكل المباني الكبيرة.       |
| 16              |                 | NAVIER                             | كلود-لوي نافييه      | 1785 - 1835           | رياضياتي             | معادلات ميكانيكا الموائع.                                           |
| 17              |                 | LEGENDRE                           | أدريان ماري ليجاندر  | 1752 - 1833           | رياضياتي             | طريقة المربعات الصغرى.                                              |
| 18              |                 | CHAPTAL                            | جان أنطوان شابتال    | 1756 - 1832           | مهندس زراعي وكيميائي | تحلية النبيذ.                                                       |

### واجهة غرونال

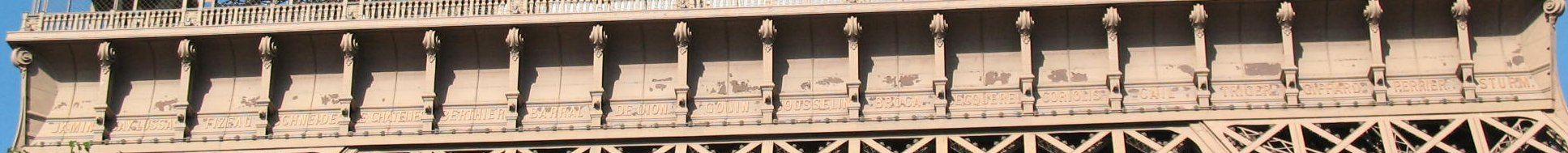
واجهة غرونال.

| واجهة غرونال | واجهة غرونال | واجهة غرونال                       | واجهة غرونال            | واجهة غرونال          | واجهة غرونال                 | واجهة غرونال                                     |
| عدد          | الصورة       | الاسم المختصر المنقوش على برج إيفل | الاسم الكامل            | تاريخ الميلاد والوفاة | المهنة                       | سبب المجد والشهرة                                |
| ------------ | ------------ | ---------------------------------- | ----------------------- | --------------------- | ---------------------------- | ------------------------------------------------ |
| 19           |              | JAMIN                              | جول جامين               | 1818 - 1886           | فيزيائي                      | أعمال في علم البصريات.                           |
| 20           |              | GAY-LUSSAC                         | لوي جوزيف غي لوساك      | 1778 - 1850           | كيميائي                      | قانون تمدد الغازات. الكيمياء الصناعية.           |
| 21           |              | FIZEAU                             | هيبوليت فيزو            | 1819 - 1896           | فيزيائي                      | سرعة الضوء.                                      |
| 22           |              | SCHNEIDER                          | إوجان الأول شنايدر      | 1805 - 1875           | صناعي                        | دكاكين حدادة لو كريزو.                           |
| 23           |              | LE CHATELIER                       | لوي لو شاتولييه         | 1815 - 1873           | كيميائي ومهندس               | استخراج الألومنيوم.                              |
| 24           |              | BERTHIER                           | بيار بارتييه            | 1782 - 1861           | عالم معادن                   | دراسة «المعادن المفيدة».                         |
| 25           |              | BARRAL                             | جان أوغوستان بارال      | 1819 - 1884           | عالم زراعة، كيميائي وفيزيائي | أدبيات علمية.                                    |
| 26           |              | DE DION                            | هنري دي ديون            | 1828 - 1878           | مهندس                        | استخدام المعادن في الهندسة المدنية.              |
| 27           |              | GOUIN                              | إرنست غوين              | 1815 - 1885           | مهندس وصناعي                 | صناعة القاطرات وآلات الغزل.                      |
| 28           |              | JOUSSELIN                          | لوي ديدييه جوسلان       | 1776 - 1858           | مهندس                        | أعمال في القنوات والجسور.                        |
| 29           |              | BROCA                              | بول بروكا               | 1824 - 1880           | طبيب وعالم إنسان             | إكتشاف «مركز الكلام» في الدماغ.                  |
| 30           |              | BECQUEREL                          | أنطوان باكورال          | 1788 - 1878           | فيزيائي                      | فكرة البطاريات ذات التيار المستمر (بطارية).      |
| 31           |              | CORIOLIS                           | غاسبارد-غوستاف كوريوليس | 1792 - 1843           | مهندس وعالم                  | تأثير كوريوليس.                                  |
| 32           |              | CAIL                               | جان فرانسوا كاي         | 1804 - 1871           | صناعي                        | القاطرات. الإنشاءات المعدنية.                    |
| 33           |              | TRIGER                             | جاك تريغر               | 1801 - 1867           | مهندس                        | الخرائط الجيولوجية. تقنيات التعدين. عملية تريغر. |
| 34           |              | GIFFARD                            | هنري غيفار              | 1825 - 1882           | مخترع                        | سفينة هوائية. حاقن.                              |
| 35           |              | PERRIER                            | فرانسوا بيرييه          | 1835 - 1888           | جغرافي ورياضياتي             | أعمال على التثليث وعلم شكل الأرض ومساحتها.       |
| 36           |              | STURM                              | جاك شارل فرانسوا ستورم  | 1803 - 1855           | رياضياتي                     | سرعة الصوت في الماء. مبرهنة ستورم.               |

### واجهة المدرسة العسكرية

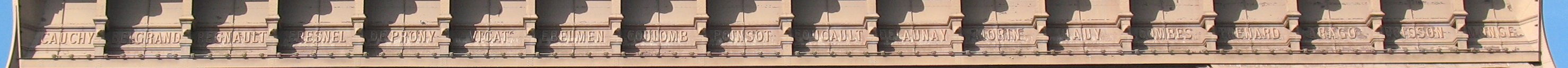
واجهة المدرسة العسكرية.

| واجهة المدرسة العسكرية | واجهة المدرسة العسكرية | واجهة المدرسة العسكرية             | واجهة المدرسة العسكرية | واجهة المدرسة العسكرية | واجهة المدرسة العسكرية | واجهة المدرسة العسكرية                                        |
| عدد                    | الصورة                 | الاسم المختصر المنقوش على برج إيفل | الاسم الكامل           | تاريخ الميلاد والوفاة  | المهنة                 | سبب المجد والشهرة                                             |
| ---------------------- | ---------------------- | ---------------------------------- | ---------------------- | ---------------------- | ---------------------- | ------------------------------------------------------------- |
| 37                     |                        | CAUCHY                             | أوغستين لوي كوشي       | 1789 - 1857            | رياضياتي               | دالة تامة الشكل واختبارات تقارب متسلسلة.                      |
| 38                     |                        | BELGRAND                           | أوجين بلغران           | 1810 - 1878            | مهندس                  | مجاري باريس.                                                  |
| 39                     |                        | REGNAULT                           | هنري فيكتور رينيو      | 1810 - 1878            | كيميائي وفيزيائي       | الخواص الحرارية للغازات.                                      |
| 40                     |                        | FRESNEL                            | أوغستان-جان فرينل      | 1788 - 1827            | فيزيائي                | انكسار الضوء. عدسة فينل.                                      |
| 41                     |                        | DE PRONY                           | غاسبار دو بروني        | 1755 - 1839            | مهندس                  | جعل الجداول اللوغاريتمية. إنشاء المدرسة المتعددة التكنولوجية. |
| 42                     |                        | VICAT                              | لوي فيكا               | 1786 - 1861            | مهندس                  | فحوصات الاسمنت.                                               |
| 43                     |                        | EBELMEN                            | جاك جوزيف إبلمان       | 1814 - 1852            | كيميائي                | الأحجار الكريمة الاصطناعية.                                   |
| 44                     |                        | COULOMB                            | شارل أوغستان دي كولوم  | 1736 - 1806            | فيزيائي                | الكهرباء والمغناطيسية. الانحناء والهندسة المعمارية المتقدمة.  |
| 45                     |                        | POINSOT                            | لوي بوانسو             | 1777 - 1859            | رياضياتي               | ميكانيكا النظرية. مفهوم الوقت.                                |
| 46                     |                        | FOUCAULT                           | ليون فوكو              | 1819 - 1868            | فيزيائي                | سرعة الضوء. المدوار. رقاص فوكو.                               |
| 47                     |                        | DELAUNAY                           | شارل إوجان دولوني      | 1816 - 1872            | عالم فلك               | ميكانيكا القمر. هندسة تفاضلية.                                |
| 48                     |                        | MORIN                              | آرثر موران             | 1795 - 1880            | رياضياتي وفيزيائي      | أداء وكفاءة الأجهزة.                                          |
| 49                     |                        | HAUY                               | رينيه جست أيوي         | 1743 - 1822            | عالم معادن             | نظرية بنية البلورات.                                          |
| 50                     |                        | COMBES                             | شارل كومب              | 1801 - 1872            | مهندس وعالم تعدين      | تطبيق للديناميكا الحرارية للآلات.                             |
| 51                     |                        | THENARD                            | لوي جاك تينار          | 1777 - 1857            | كيميائي                | ماء الأوكسجين. الكوبالت الأزرق. الرصاص الأبيض.                |
| 52                     |                        | ARAGO                              | فرانسوا أراغو          | 1786 - 1853            | عالم فلك وفيزيائي      | معامل انكسار الغازات. ثبات سرعة الضوء.                        |
| 53                     |                        | POISSON                            | سيميون بواسون          | 1781 - 1840            | رياضياتي               | الكهرباء والمغناطيسية. جاذبية الكواكب.                        |
| 54                     |                        | MONGE                              | غاسبار مونج            | 1764 - 1818            | رياضياتي               | هندسة وصفية.                                                  |

### واجهة بوردونيه

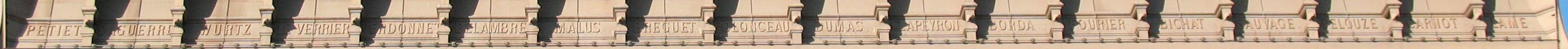
واجهة بوردونيه.

| واجهة بوردونيه | واجهة بوردونيه | واجهة بوردونيه                     | واجهة بوردونيه            | واجهة بوردونيه        | واجهة بوردونيه                      | واجهة بوردونيه                                                 |
| عدد            | الصورة         | الاسم المختصر المنقوش على برج إيفل | الاسم الكامل              | تاريخ الميلاد والوفاة | المهنة                              | سبب المجد والشهرة                                              |
| -------------- | -------------- | ---------------------------------- | ------------------------- | --------------------- | ----------------------------------- | -------------------------------------------------------------- |
| 55             |                | PETIET                             | جول بيتيي                 | 1813 - 1871           | مهندس                               | أولى خطوط السكك الحديدية.                                      |
| 56             |                | DAGUERRE                           | لويس داجير                | 1787 - 1851           | رسام وفيزيائي                       | شارك في اختراع التصوير.                                        |
| 57             |                | WURTZ                              | شارل أدولف ورتز           | 1817 - 1884           | كيميائي                             | ترتيب الذرات في المركبات العضوية.                              |
| 58             |                | LE VERRIER                         | أوربان لوفيريي            | 1811 - 1877           | عالم فلك                            | الاكتشاف الرياضياتي لنبتون.                                    |
| 59             |                | PERDONNET                          | ألبير أوغست بيردونيه      | 1808 - 1867           | مهندس                               | السكك الحديدية.                                                |
| 60             |                | DELAMBRE                           | جان باتيست جوزيف ديلامبر  | 1749 - 1822           | عالم فلك                            | طول خطوط الطول.                                                |
| 61             |                | MALUS                              | إتيان لويس مالس           | 1775 - 1812           | مهندس وفيزيائي ورياضياتي            | دراسة الضوء.                                                   |
| 62             |                | BREGUET                            | لوي بريغيه                | 1804 - 1883           | فيزيائي                             | وشيعة المحاثة التبادلية.                                       |
| 63             |                | POLONCEAU                          | كاميي بولونسو             | 1813 - 1859           | مهندس                               | اختراع مزرعة بولونسو.                                          |
| 64             |                | DUMAS                              | جان-باتيست دوما           | 1800 - 1884           | كيميائي وسياسي وأكاديمي             | أساسيات الكيمياء العامة.                                       |
| 65             |                | CLAPEYRON                          | إميل كلابيرون             | 1799 - 1864           | مهندس وفيزيائي                      | الحرارة الكامنة لتغيير حالة المواد النقية.                     |
| 66             |                | BORDA                              | جان شارل دي بوردا         | 1733 - 1799           | رياضياتي وفيزيائي وباحث سياسي وبحار | قياس طول الرقاص.                                               |
| 67             |                | FOURIER                            | جوزيف فورييه              | 1768 - 1830           | رياضياتي وفيزيائي                   | إنحلال الدالة الدورية في السلاسل المثلثية التقاربية.           |
| 68             |                | BICHAT                             | ماري فرانسوا كزافييه بيشا | 1771 - 1802           | عالم تشريح وعالم وظائف الأعضاء      | أب علم الأنسجة الحديث (دراسة الأنسجة التشريحية).               |
| 69             |                | SAUVAGE                            | فريديريك سوفاج            | 1786 - 1857           | ميكانيكي                            | اختراع المروحة الدافعة الحلزونية والمنفاخ الهيدروليكي.         |
| 70             |                | PELOUZE                            | تيوفيل جول بيلوز          | 1807 - 1867           | كيميائي                             | دورات الكيمياء العامة ومعالجتها.                               |
| 71             |                | CARNOT                             | لازار كارنو               | 1753 - 1823           | رياضياتي                            | قانون الحفاظ على العمل.                                        |
| 72             |                | LAME                               | غابرييل لامي              | 1795 - 1870           | إختصاصي بعلم الهندسة                | نظرية المعادلة التفاضلية الجزئية. النظرية الرياضياتية للمرونة. |

## خصائص القائمة
- لا توجد أي امرأة.
- يوجد عدد كبير ممن كانوا إما أساتذة أو طلبة في المدرسة المتعددة التكنولوجية (على الأقل 34 و10 أساتذة لم يكونوا طلبة قدامى)، أي حوالي نصف القائمة. خلفها بكثير، نجد طلاب قدامى للمدرسة المركزية للفنون والصناعات ومعهد مين تيليكوم.
- أغلبهم كانوا أعضاء في الأكاديمية الفرنسية للعلوم.
- علوم الأحياء لا يمثلون عددا كبيرا، 5 أسماء فقط.
- باستثناء هيبوليت فيزو وميشيل أوجين شيفيرول، جميع ممن كانت أسماؤهم منقوشة كانوا متوفين أثناء افتتاح البرج.
- كلهم كانوا مرتبطين بقوة بفرنسا، وعلى الأغلب كلهم كانوا فرنسيين في وقت محدد من حياتهم. فقط جوزيف لوي لاغرانج ولد في تورينو (حاليا في إيطاليا) في مملكة سردينيا. وكذلك جاك شارل فرانسوا ستورم المولود في جنيف، الآن في سويسرا، ولكن أثناء ولادته جنيف كانت مدينة تتبع فرنسا.
- الكثير من الموجودين على القائمة، تركوا أسمائهم إما على قانون علمي، منتج أو طريقة.
- كلهم لا يتجاوز عدد أحرف أسمائهم 12 حرفا. وذلك بسبب المساحة المحدودة بين العوارض.
- تقريبا كلهم مذكورين في خطاب غابرييل لامي في 1851 (خطاب ذكر في استئناف دروس حساب الاحتمال، في كلية العلوم في باريس، في 26 أبريل 1851، من قبل السيد لامي، عضو الكلية، في كتاب «سجلات الرياضيات الجديدة، مجلة المرشحين للمعاهد المتعددة التكنولوجية والعادية»، 1851)
- يبدو أنه لا يوجد تصنيف محدد أو ترتيب معين أو تسلسل هرمي للأسماء.
- يمكن أن نقارن تمثيل الاختراعات الفرنسية الكبرى في معرض الآلات، أين يمكن أن نجد الكثير من هذه الأسماء.

## مقالات ذات صلة
- برج إيفل

## روابط خارجية
- الموقع الرسمي لبرج إيفل.